# Panic je nanic
Panic je nanic è un film del 2006 diretto da Ivo Macharácek.

## Trama
Tre amici sedicenni partono per una vacanza estiva nel corso della quale sperano di riuscire a perdere la loro verginità. Ci riusciranno con l'aiuto di Lenka, una ragazza locale.